# Axochiapan (kommun)
Axochiapan är en kommun i Mexiko.   Den ligger i delstaten Morelos, i den sydöstra delen av landet, 110 km söder om huvudstaden Mexico City.
Följande samhällen finns i Axochiapan:
- Axochiapan
- Telixtac
- Quebrantadero
- Marcelino Rodríguez
- Tlalayo
- Joaquín Camaño
- Cayehuacán
- Cuauhtémoc
- Palo Blanco
- La Nopalera
- Ahuaxtla
- La Toma
- Colonia los Laureles
- Colonia Rubén Carrillo
- Unidad Habitacional Benito Juárez
- Colonia Carrillo Olea
- Campo Jicamal
- El Papagayo
- Los Gavilanes